# Cyphia corylifolia
Cyphia corylifolia är en klockväxtart som beskrevs av William Henry Harvey. Cyphia corylifolia ingår i släktet Cyphia, och familjen klockväxter.
Artens utbredningsområde är KwaZulu-Natal. Inga underarter finns listade i Catalogue of Life.